# لانس بيروالد
لانس بيروالد (بالإنجليزية: Lance Berwald)‏ (و. 1961  م) هو لاعب كرة سلة أمريكي، ولد في منيابولس، مركز لعبه هو وسط.

## روابط خارجية
- لانس بيروالد على موقع الدوري الإسباني لكرة السلة (الإسبانية)
- لانس بيروالد على موقع كلية كرة السلة في سبورتس رفرنس.كوم (الإنجليزية)
- لانس بيروالد على موقع ريلجم (الإنجليزية)
- لانس بيروالد على موقع بروبوليرز (الإنجليزية)
- لانس بيروالد على موقع سبورتس رفرنس (الإنجليزية)